# Le Jeune Albert
Al Memory, dit Le Jeune Albert, est un personnage de bande dessinée créé par le français Yves Chaland. Apparu pour la première fois dans le mensuel Métal hurlant no 52 de juin 1980, il a été dessiné par son auteur jusqu'à son décès en 1990.
Le Jeune Albert est un petit Bruxellois rondouillard et égocentrique. D'abord personnage secondaire d'une histoire de Bob Fish, il devient le héros d'une série homonyme de gags en une demi-planche, Le Jeune Albert,  publiée de 1982 à 1987 dans Métal hurlant.
Ces gags ont fait l'objet de plusieurs recueils entre 1985 et 2014.